# Holma jezik
Holma jezik (bali holma, da holmaci; ISO 639-3: hod), afrazijski jezik koji se negdje do 1990.-tih godina govorio na području nigerijske države Adamawa. Godine 1987. imao je još svega 4 govornika (Blench in 1992 Crozier and Blench). 
Holma je bio srodan jeziku nzanyi [nja], a pripadao je čadskoj skupini biu-mandara. Pripadnici etničke grupe Holma danas govore jezikom fulfulde [fuv] koji se preuzeli od Fulana

## Vanjske poveznice
- Ethnologue (14th)
- Ethnologue (15th)